# Michał Świrski
Michał Świrski (ur. 26 marca 1886) – polski inżynier i urzędnik konsularny.
Absolwent studiów politechnicznych. Po wstąpieniu do polskiej służby dyplomatycznej, pracownik Konsulatu Generalnego RP w Paryżu (1920-1921), Poselstwa/Konsulatu w Charkowie (1921-1925), również jego kierownik (1924), konsul w Lipawie (1925-1926), prac. Konsulatu Generalnego w Bytomiu (1926-1928), MSZ (1928), prac. Konsulatu Generalnego w São Paulo (1928-1932), w tym kier. (1928), oraz MSZ (1932).